# Willie Hoel

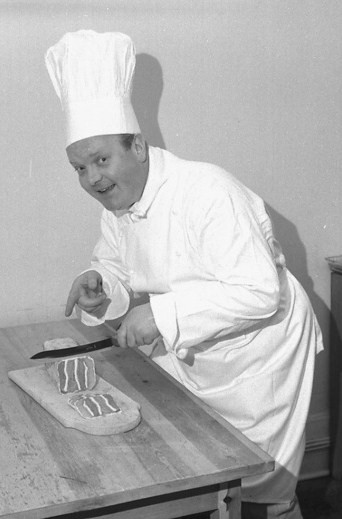
Willie Hoel, 1960.

Willie Hoel, född 16 juni 1920 i Oslo, död 15 juni 1986, var en norsk skådespelare.
Hoel debuterade 1948 på Trøndelag Teater som Georg i Jean-Paul Sartres Smutsiga händer. Han var anställd vid Riksteatret 1951–1952, Folketeatret 1952–1956 och 1958–1959, Edderkoppen Teater 1956–1958 och Oslo Nye Teater från 1959. Bland hans roller märks titelrollen i Ludvig Holbergs Jeppe på berget, Doolittle i George Bernard Shaws Pygmalion och Courbet i Nordahl Griegs Nederlaget. Hoel var en karaktärsskådespelare med klassisk och modern komedi som sitt fält.
Hoel medverkade i ett fyrtiotal filmer, framför allt komedier som Fjols til fjells (1957), Støv på hjernen (1959) och några av filmerna om Olsenbanden. Hans sista filmroll var i For Tors skyld (1982).

## Filmografi (urval)
- 1932 – Deception
- 1944 – Brudekronen
- 1952 – Det kunne vært deg
- 1955 – Trost i taklampa
- 1955 – Hjem går vi ikke
- 1955 – Barn av solen
- 1956 – Kvinnens plass
- 1956 – Gylne ungdom
- 1956 – Ektemann alene
- 1957 – Smuglere i smoking
- 1957 – Peter van Heeren
- 1957 – Fjols til fjells
- 1958 – Bustenskjold
- 1959 – Støv på hjernen
- 1959 – Den stora skattjakten
- 1960 – Millionær for en aften
- 1961 – Norges söner
- 1962 – Sønner av Norge kjøper bil
- 1962 – Stompa & Co
- 1970 – Olsenbanden och Dynamit-Harry
- 1972 – Ture Sventon, Privatdetektiv
- 1974 – Hur man blir miljonär
- 1974 – Knutsen & Ludvigsen
- 1976 – Resan till julstjärnan
- 1982 – For Tors skyld